# Lutevanaphis
Lutevanaphis – wymarły rodzaj owadów z rzędu pluskwiaków i infrarzędu mszyc. Jedyny z monotypowej rodziny Lutevanaphididae. Znany jest tylko jeden gatunek, L. permiana. Żył w gwadalupie, na suchych wówczas terenach północnej Pangei, być może żerując na szyszkach roślin iglastych. Jego jedyną skamieniałość odnaleziono w południowej Francji. Jest to najstarszy znany przedstawiciel mszyc.

## Taksonomia
Rodzaj i gatunek typowy opisali po raz pierwszy w 2014 roku Jacek Szwedo, Jean Lapeyrie i André Nel na łamach „Systematic Entomology”. Opisu dokonano na podstawie pojedynczej skamieniałości odnalezionej w ogniwie Mérifons formacji Salagou na stanowisku Les Vignasses, na terenie Hérault we Francji, datowanej na gwadalup w permie. Holotyp oznaczony Ld LAP 360 A-B zdeponowano w Musée de Lodève. Nazwa rodzajowa pochodzi od Lutevani, nazwy plemienia Wolków, które zasiedlało w czasach historycznych te tereny oraz od łacińskiego aphis, oznaczającego „mszycę”. Epitet gatunkowy permiana pochodzi od nazwy okresu geologicznego.
Autorzy oryginalnego opisu sklasyfikowali rodzaj w monotypowej rodzinie Lutevanaphididae, a tę z kolei w monotypowej nadrodzinie Lutevanaphidoidea. W 2018 Jacek Szwedo zmienił jednak tę klasyfikację, włączając rodzinę w skład nadrodziny Triassoaphidoidea.
Lutevanaphis jest najstarszą znaną skamieniałością mszycy. Już w latach 70’ XX wieku przypuszczano, że mszyce pojawiły się w permie. W 1993 jako najstarszą mszycę opisano Dubiaphis z anizyku w triasie, jednak pozycja systematyczna tego taksonu nie jest pewna i bywał umieszczany nawet wśród muchówek. W 2010 jako najstarszą mszycę opisano Leaphis, również z anizyku. Dopiero odkrycie Lutevanaphis potwierdziło występowanie mszyc już w permie.

## Morfologia
Owad znany tylko z przedniego skrzydła o długości 3,55 i szerokości 1,37 mm. Było ono około 2,6 raza dłuższe niż szerokie. Przednia (kostalna) jego krawędź była niepogrubiona. Dobrze zesklerotyzowana, nieco szersza od komórki kostalnej pterostygma miała wypukłą i pogrubioną krawędź tylną. Żyłki: tylna subkostalna, radialna, medialna i przednia kubitalna wyrastały ze wspólnego, prostego, u nasady grubego pnia, biegnącego równolegle do krawędzi kostalnej skrzydła. Od tegoż pnia dwie gałęzie przedniej żyłki kubitalnej, tj. CuA1 i CuA2, odchodziły osobno, w odległości większej niż długość nasadowego odcinka pnia; gałąź CuA2 była silnie wypukła i pogrubiona. Słaba żyłka medialna opuszczała wspólny pień blisko nasadowo-tylnej części pterostygmy pod kątem 50°, dalej rozdzielała się na gałęzie M1+2 i M3+4, a ta pierwsza następnie rozwidlała się na gałęzie M1 i M2. Tylna żyłka radialna odchodziła z tylnej krawędzi pterostygmy w połowie jej długości pod kątem 50° i miała mocno łukowaty przebieg. Tylna żyłka kubitalna (CuP) była silnie wypukła. Ponadto u nasady skrzydła biegły żyłka posterokubitalna (PCu) i żyłka analna (A1), łączące się w kształt litery „Y” o odcinku wspólnym krótszym niż ćwierć długości wolnego odcinka tej drugiej (A1).

## Paleoekologia
Mszyca ta zamieszkiwała obszar północnej Pangei, położony wówczas w strefie równikowej. Były to tereny suche, których półpustynny charakter podtrzymywany był przez blokujące napływ wilgoci zimne prądy morskie, obmywające zachód kontynentu. Znajdujące się tu słone jeziora okresowo wysychały, tworząc plaje. Z suchym klimatem kontrastowało bogactwo fauny. Okresowe zbiorniki wodne zasiedlały liczne muszloraczki, przekopnice i owady. Działalność przekopnic prowadziła do tafonomicznego przemieszczania się szczątków i ich niszczenia, wskutek czego skamieniałości owadów są zwykle fragmentaryczne. Wśród zidentyfikowanych owadów znajdują się przedstawiciele Palaeodictyoptera, Diaphanopterodea, Odonatoptera, Caloneurodea, prostoskrzydłych, świerszczokaraczanów, Paoliida, karaczanów, Thripida, pluskwiaków, Glosselytrodea i sieciarek. Zachowana w formacji Salagou flora jest mniej liczebna i mniej różnorodna niż fauna. Obejmuje różne paprotniki i iglaste. Przypuszcza się, że szyszki tych ostatnich mogły stanowić miejsce żerowania wielu drobnych owadów, w tym wczesnych mszyc z rodzaju Lutevanaphis.